# Disputa por Shatt al-Arab
A disputa por Shatt al-Arab refere-se à disputa territorial entre o Irã e o Iraque que ocorreu pela região de Shatt al-Arab. O Shatt al-Arab era considerado um canal importante para as exportações de petróleo dos dois países e disputa foi coincidente e relevante para a Guerra Irã-Iraque. 

## Contexto
Desde as guerras otomano-persas dos séculos XVI e XVII, o Irã (conhecido como "Pérsia" antes de 1935) e o Império Otomano disputaram pelo Iraque (então conhecido como Mesopotâmia) e pelo controle total do Shatt al-Arab até a assinatura do Tratado de Zuhab em 1639, que estabeleceu as fronteiras finais entre os dois países. :4

## Confrontos

### Tensões entre a dinastia iraniana Pahlavi e o Reino do Iraque
O Shatt al-Arab foi considerado um canal importante para as exportações de petróleo dos dois países e, em 1937, o Irã e o Reino do Iraque recém-independente assinaram um tratado para resolver a disputa. No mesmo ano, o Irã e o Iraque aderiram ao Tratado de Saadabad, e as relações entre ambos permaneceram boas por décadas depois. 

### Tensões entre a dinastia iraniana Pahlavi e o Iraque Baathista

#### Crise nas relações 1969-1974
Em abril de 1969, o Irã revogou o tratado de 1937 sobre o Shatt al-Arab e, por conseguinte, deixou de pagar portagens ao Iraque quando seus navios usavam a hidrovia. A revogação do tratado pelo Irã marcou o início de um período de forte tensão iraquiano-iraniana que duraria até o Acordo de Argel de 1975.  Em 1969, Saddam Hussein, vice-primeiro-ministro do Iraque, declarou: "A disputa do Iraque com o Irã está relacionada ao Khuzestan, que faz parte do território iraquiano e foi anexado ao Irã durante o domínio estrangeiro". 

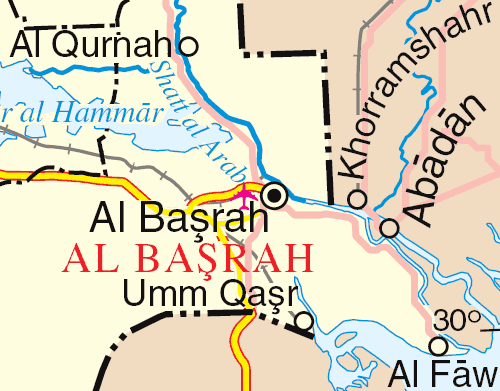
O Shatt al-Arab na fronteira Irã-Iraque.

Em 1971, o Iraque (agora sob o domínio efetivo de Saddam) rompeu relações diplomáticas com o Irã depois de reivindicar direitos de soberania sobre as ilhas de Abu Musa e Grande e Pequena Tunb no Golfo Pérsico após a retirada dos britânicos.  Como retaliação às reivindicações do Iraque ao Cuzistão, o Irã se tornou o principal patrono dos rebeldes curdos iraquianos no início da década de 1970, dando bases aos curdos iraquianos no Irã e armando os grupos curdos.  Além de o Iraque fomentar o separatismo no Cuzistão e o separatismo no Baluchistão, no Irã, os dois países também incentivaram atividades separatistas dos nacionalistas curdos no território do país rival.

#### Confrontos militares em 1974-1975
De março de 1974 a março de 1975, Irã e Iraque travaram escaramuças fronteiriças sobre o apoio do Irã aos curdos iraquianos.   Em 1975, os iraquianos lançaram uma ofensiva no Irã usando tanques, embora os iranianos os tenham derrotado.  Vários outros ataques ocorreram; no entanto, o Irã tinha o quinto exército mais poderoso do mundo na época e derrotou facilmente os iraquianos com sua força aérea. Cerca de 1.000 pessoas morreram durante os confrontos de 1974-1975 na região de Shatt al-Arab.  Como resultado, o Iraque decidiu não continuar o conflito, optando por fazer concessões a Teerã para acabar com a rebelião curda.  No Acordo de Argel de 1975, o Iraque fez concessões territoriais - incluindo a hidrovia Shatt al-Arab - em troca de relações normalizadas.  Como contrapartida, o Iraque reconheceu que a fronteira no canal percorria ao longo de todo o talvegue e o Irã encerrou seu apoio às guerrilhas curdas iraquianas. 

### Após a Revolução Iraniana
Apesar dos objetivos do Iraque de recuperar o Shatt al-Arab, o governo iraquiano pareceu inicialmente acolher a Revolução Iraniana, que derrubou o xá iraniano, que era visto como um inimigo comum.  No entanto, em 17 de setembro de 1980, o Iraque anulou repentinamente o Protocolo de Argel após a Revolução Iraniana. Saddam Hussein afirmou que a República Islâmica do Irã se recusou a cumprir as estipulações do Protocolo de Argel e, portanto, o Iraque considerou o protocolo nulo e sem efeito. Cinco dias depois, o exército iraquiano cruzou a fronteira. 